# برج فاس
برج فاس هو مركز تجاري يقع بمدينة فاس، تبلغ حجم الاستثمارات حوالي 400 مليون درهم .
افتتح سنة 2013 وعلى مساحة 75000 متر مربع موزعة على ثلاثة مستويات، ويحتوي المركز التجاري حوالي ثمانين متجرًا, وخمس عشرة مطعمًا, بالإضافة إلى هايبر ماركت,و كارفور, وملعبًا للأطفال، وقد تم تصميم المشروع برؤية مبتكرة تتكامل تمامًا مع المدينة من الناحية الوظيفية والمعمارية, حيث يتمتع المركز بموقع استثنائي، فهو يقع بين المدينة القديمة والجديدة, وعلى مقربة من المواقع السياحية.